# Коэн, Харви
Харви Р. Коэн (англ. Harvey R. Cohen 13 сентября 1951, Бруклайн (Массачусетс) — 14 января 2007, Агура-Хиллз, Калифорния) — американский актёр кино и телевидения, кинокомпозитор, аранжировщик
. Лауреат 2-х международных телевизионных премий Эмми.

## Биография
Изучал музыку в Хартфордском университете, затем продолжил учёбу в аспирантуре Бруклинского колледжа в Нью-Йорке . Позже он учился у кинокомпозитора Эрла Хагена.
Автор музыки и ряда оркестровок для многочисленных фильмов, в том числе «Южный Парк: Большой, длинный, необрезанный», «К чёрту любовь!», «Патриот» , «Doug's 1st Movie» , «Голый пистолет 33⅓: Последний выпад», «Сабрина» и «Все псы попадают в рай» . Ему также принадлежат оригинальные музыкальные партитуры кфильмам «Город-призрак» (Ghost Town, 1988) и «Санта против снеговика 3D » (Santa vs. the Snowman 3D, 2002).
Написал музыку для нескольких телевизионных шоу, включая «Секс в большом городе», «Чудесные годы» и «Новые приключения Бэтмена» . Он также аранжировал музыку для таких исполнителей, как Кенни Джи и «Ирландские теноры».
Получил две премии «Эмми» за выдающееся музыкальное руководство и композицию в анимационных телешоу «Приключения Бэтмена и Робина», эпизоде «Пуля для Буллока» и диснеевском мультсериале «Аладдин» .
Умер от обширного сердечного приступа.